# Gare de Siegburg/Bonn
La gare de Siegburg/Bonn est située à Siegburg sur la ligne à grande vitesse Cologne-Rhin/Main, la ligne de la Sieg (de) et l'ancienne ligne Siegburg-Olpe (de). Son nom, valable depuis 2002, est dû au fait qu'elle a été agrandie pour devenir la gare de Bonn sur la ligne à grande vitesse Cologne-Rhin/Main. La liaison vers la gare centrale de Bonn est assurée à intervalles réguliers par la ligne de métro léger de Siegburg (de) (ligne 66).
La gare est située dans la zone de l'association de transport Rhin-Sieg (de) (VRS). L'abréviation de la gare d'exploitation est KSIB (anciennement Direction fédérale des chemins de fer (de) de Köln (Cologne), gare de Siegburg).

## Histoire

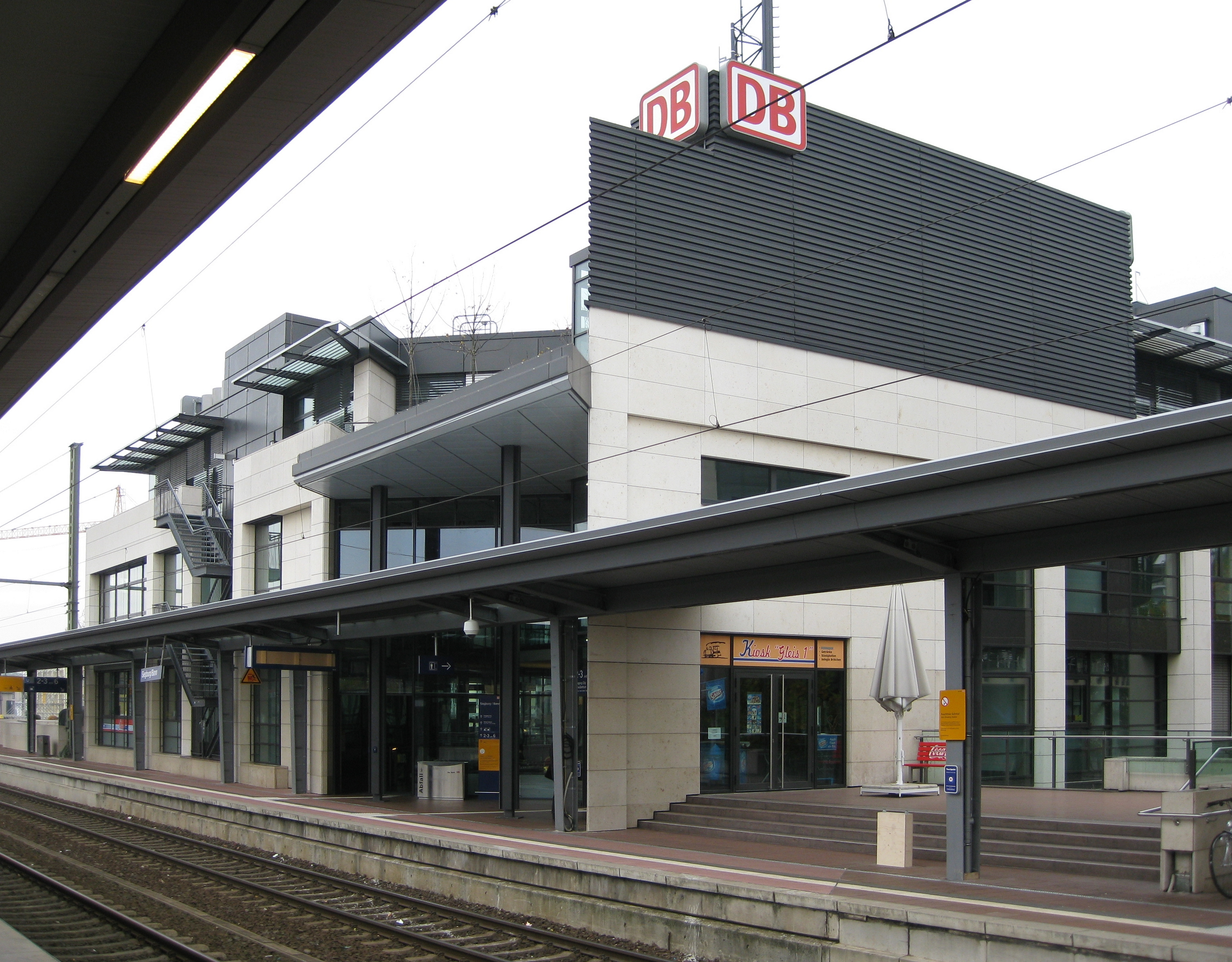
Bâtiment de la gare (côté voie)

L'ancienne gare de Siegburg est ouverte en 1859 comme gare sur la ligne de la Sieg (de). Vers 1870, Siegburg doit devenir le terminus nord de la ligne de la droite du Rhin (de), qui doit plus tard se prolonger à travers la vallée de l'Agger dans la région de la Ruhr jusqu'à Bochum ou Essen, faisant de Siegburg un important nœud ferroviaire. Des personnalités influentes de Cologne veillent cependant à ce que la ligne du Rhin droit soit dirigée via la cabane Frédéric-Guillaume jusqu'à Troisdorf et de là vers Cologne, tandis qu'il n'existe qu'une ligne secondaire vers Siegburg, parallèle à la ligne de la Sieg. Cette liaison est ouverte en 1872 et fermée à nouveau en 1884. Le terminus de cette ligne, la gare rhénane, du nom de son exploitant, la Compagnie des chemins de fer rhénans, est situé directement à côté de la gare de la ligne de la Sieg, qui est exploitée par la Compagnie des chemins de fer de Cologne-Minden, sur le site de la future gare de marchandises. La même année, la ligne de la vallée de l'Agger (de) est ouverte via Overath et Dieringhausen jusqu'à Olpe, mais elle perd de son importance à partir de 1910 avec l'ouverture de la liaison directe Cologne-Overath et n'est plus utilisée pour le trafic de voyageurs depuis 1954.

### Chemins de fer à voie étroite
En 1897, la Société anonyme des chemins de fer de la vallée de la Bröl (de), une société ferroviaire à voie étroite, construit sa propre gare à l'ouest de la gare de Siegburg, qui est fermée en 1955. Il y a là de vastes systèmes de voies, notamment une fosse à bogies et une fosse à bogies, afin de pouvoir transporter des wagons de marchandises à écartement standard sur le chemin de fer à voie étroite. En 1911, la ligne de Siegburg est ouvert, dont le terminus se trouve directement devant le bâtiment d'accueil, c'est-à-dire à l'Est. En 1914, la ligne à voie étroite Siegburg-Zündorf (de) est mise en service, elle se termine également devant la gare, mais sur la route, tandis que la ligne de Siegburg a une zone séparée de la route. Les deux lignes sont reliés par voie ferrée à partir de 1942, mais il n'y a pas de trafic de transit. À partir de 1954, les autorails de Zündorf utilisent également la station de la ligne de Siegburg. Il n'y a aucune connexion avec les voies ferrées de l'État. La ligne à voie étroite Siegburg–Zündorf estexploitée comme tramway à partir de 1920 ; en 1963, elle est fermée sur le tronçon Siegburg–Troisdorf. La ligne de Siegburg est réautorisé à fonctionner comme tramway en 1960. L'arrêt devant la gare est abandonné en 2000 au profit de l'arrêt nouvellement construit dans la zone souterraine de la gare.

### Nouveaux plans de construction
En 1989, le gouvernement fédéral décide de faire passer la nouvelle ligne Cologne-Rhin/Main entièrement le long de la rive droite du Rhin. Outre l'aéroport de Cologne/Bonn, la région du Limbourg, Mayence, Wiesbaden et l'aéroport de Francfort, des escales sont prévues à Bonn- Vilich ou à Siegburg
Début 1995, la ville organise un concours d'idées d'urbanisme pour le quartier de la gare.
Le 13 mai 1997, le début symbolique des travaux de construction de la nouvelle ligne Cologne-Rhin/Main en Rhénanie-du-Nord-Westphalie est célébré à la gare de Siegburg : le ministre de l'Économie de Rhénanie-du-Nord-Westphalie, Wolfgang Clement, le ministre fédéral des Transports, Matthias Wissmann, et le patron des chemins de fer, Heinz Dürr (de), déplacent trois leviers du groupe de leviers d'un poste de signalisation mécanique. Dans le cadre de la cérémonie, un train ICE est arrivé pour la première fois à la gare de Siegburg ; Les invités d'honneur et 500 autres voyageurs tirés au sort effectuent ensuite un voyage spécial à bord de l'ICE 2 via Cologne et Düsseldorf jusqu'à Oberhausen et retour.

### Le nouveau bâtiment comme gare ICE

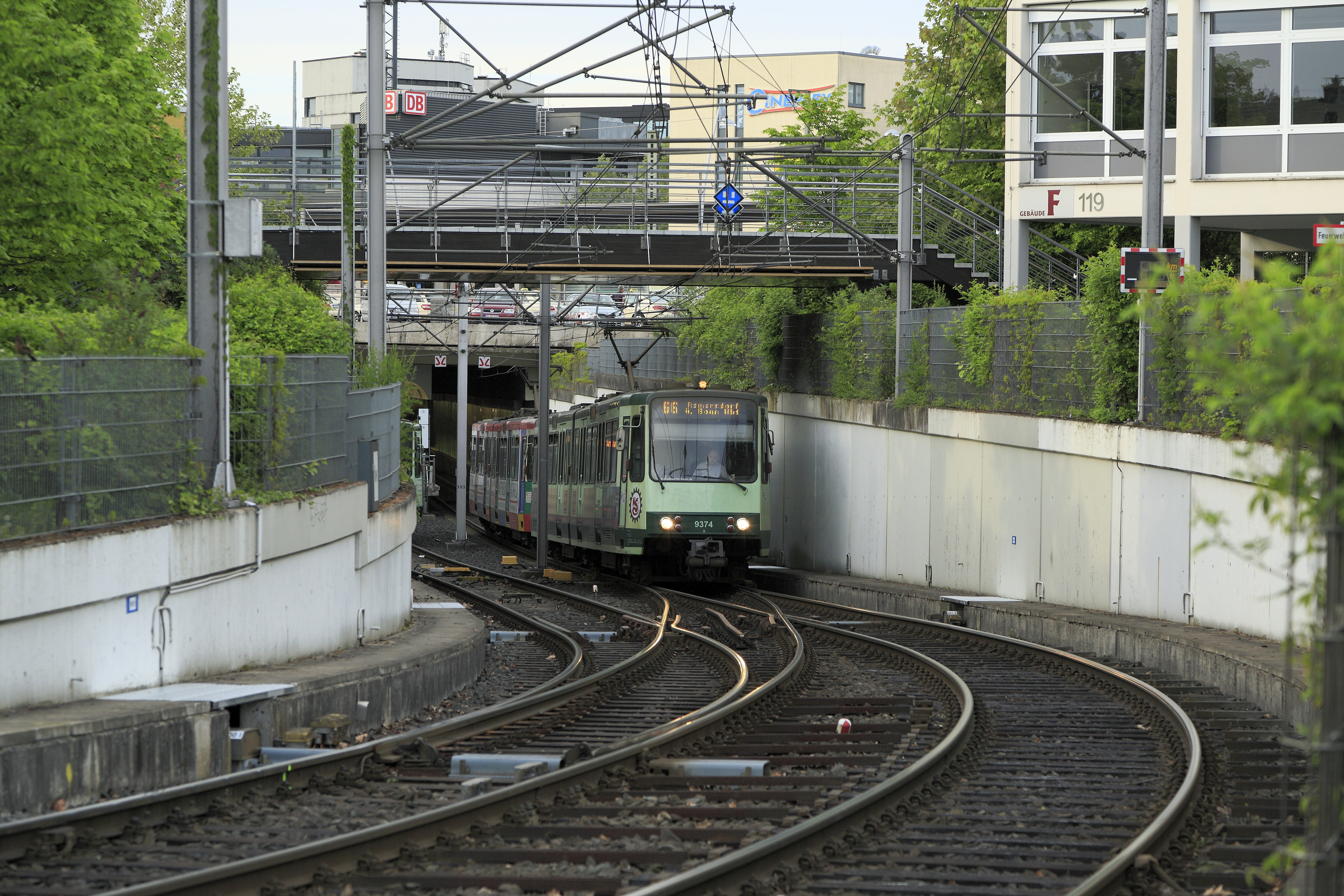
Rampe d'accès à l'arrêt de tram au sous-sol

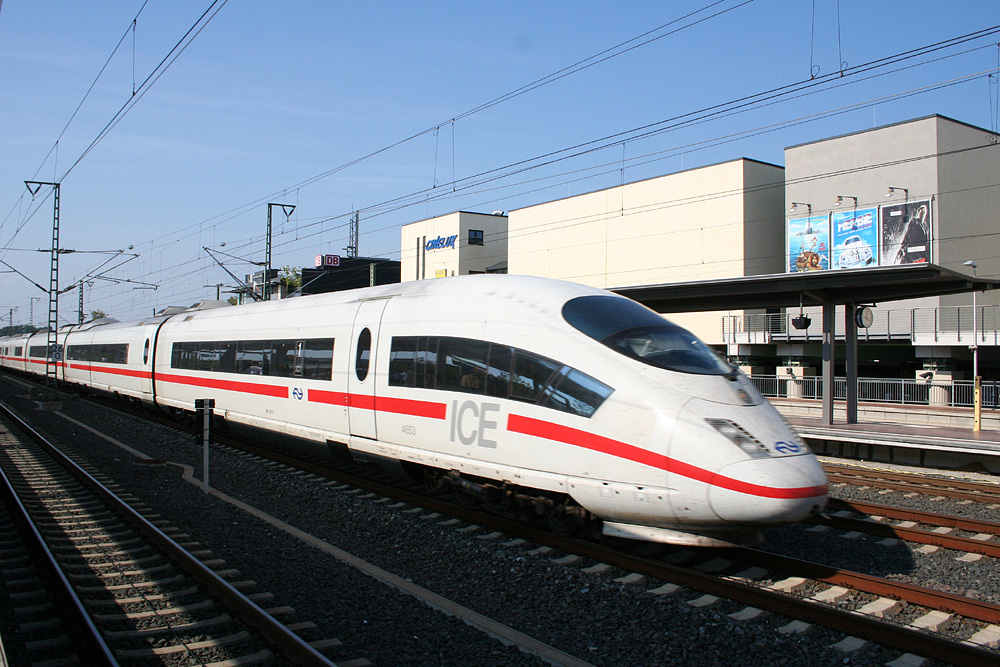
Un ICE 3 passages à travers la gare sans arrêt.

Au tournant de l'année 1996/1997, le lot de construction 23 de la nouvelle ligne est ouvert pour la ligne 3.3 zone de 1 000 km de long située principalement dans la ville de Siegburg. Pour environ 40 millions de DM, il faut construire deux voies à grande vitesse continues, construire et adapter de nouveaux quais et reconstruire de nouveaux ponts.
Lors de la construction de la ligne à grande vitesse Cologne-Rhin/Main, l'ancien bâtiment de la gare est démoli en 2000 et remplacé par un nouveau bâtiment, qui est entré en service fin septembre 2004. Des changements de développement urbain se sont également produits dans la zone autour de la gare.
En particulier, l'ancien bâtiment d'accueil doit céder la place au nouveau tracé du ligne de Siegburg (de). La ville et la Deutsche Bahn annoncent un concours d'idées d'urbanisme pour le nouveau bâtiment.
Le 25 juin 2001, des représentants de la Deutsche Bahn et de la ville de Siegburg signent un accord-cadre pour la reconstruction de la gare. Quatre jours plus tard, le contrat de construction est attribué. L'ouverture est prévue pour le troisième trimestre 2002.
Sur les 3 000 mètres carrés de surface utilisable, 1 200 mètres carrés sont destinés au commerce et aux autres services. De plus, deux nouvelles voies sont construites pour le dépassement et l'arrêt des trains ICE. Les voies traversantes peuvent accueillir 200 km/h, l'entrée et la sortie des deux voies de la plate-forme ICE se font à 100 km/h
Avec la mise en service complète de la nouvelle ligne le 15 décembre 2002, la gare est rebaptisée « Siegburg/Bonn ». Cela indique que cette gare est la connexion de Bonn à la ligne à grande vitesse, car depuis que la nouvelle ligne est intégrée au réseau ICE, la majorité des trains longue distance entre la région Rhin-Main et Cologne ne passent plus par la gare centrale de Bonn. La ligne de métro léger de la ligne de Siegburg, qui se termine auparavant sur le parvis, est amenée directement dans le nouveau sous-sol de la gare par une rampe. Le terminus souterrain est doté de deux quais surélevés. De là, les voies pour le trafic grandes lignes et régional sont accessibles par des escaliers et des ascenseurs. Les heures de départ des trains légers sont déjà affichées sur les panneaux d'information à l'entrée de la gare. Sur le mur derrière la voie du métro léger, le peintre et sculpteur Hans-Günther van Look (de) a créé, en tant qu'œuvre d'art dans le bâtiment, l'installation Großer Lichthorizont – Siegburg 2005, qui se compose de panneaux de verre de différents formats avec une peinture derrière le verre sur une longueur de 50 mètres
La gare compte désormais six voies : deux voies traversantes sans quai de la ligne à grande vitesse et quatre quais de bord (un quai central et deux quais extérieurs). Les quais ICE, longs de 400 mètres, sont couverts sur 300 mètres. Les trains ICE en direction de Cologne ainsi que les trains régionaux et S-Bahn en direction d'Hennef (Sieg) (de) s'arrêtent au quai central. La plate-forme régionale et S-Bahn en direction de Cologne est long de 210 m
À partir de 2003, deux locomotives de la série 226 (de) sont stationnées à la gare de Siegburg/Bonn comme locomotives de remorquage. Ces locomotives sont retirées par la suite.
Avant l'ouverture de la gare, la Deutsche Bahn a demandé la création de 100 places de parking. Au moment de la mise en service, 500 places de stationnement sont disponibles. À côté de la gare se trouve un parking construit vers 2005 avec 730 places de stationnement (en 2014). Le nombre de places de stationnement de la gare doit être augmenté d'environ 1 000 à environ 1 500 en 2011 avec l'agrandissement du parking, mais cela n'est pas mis en œuvre,.
Après que certains des trains ICE s'arrêtant à la gare ont été modernisés de ICE 3 à ICE 4 à la fin des années 2010 avec un 50 km/h de vitesse maximale inférieure, certains contrôles routiers à Siegburg sont annulés. Après avoir acheté 30 autres nouvelles unités pour 300 km/h, les arrêts doivent être réintroduits
En novembre 2021, la Deutsche Bahn demande le retrait de deux aiguillages et d'une barrière de voie dans la gare.

## Options de transport

### Trafic longue distance
Les lignes ICE suivantes s'arrêtent à Siegburg/Bonn (à partir de 2023) :
| Ligne                | Parcours en ligne | Cycle               |
| -------------------- | --- | ------------------- |
| ICE 42               | (Hambourg – Münster –) Dortmund – Düsseldorf – Cologne – Siegburg/Bonn – Aéroport de Francfort – Mannheim – Stuttgart – Munich                                                                                          | 120 minutes         |
| ICE 43               | (Hanovre –) Dortmund – Wuppertal – Cologne – Siegburg/Bonn – Aéroport de Francfort – Mannheim – Karlsruhe – Bâle CFF | trains individuels  |
| ICE 45               | Cologne – Aéroport de Cologne/Bonn – Siegburg/Bonn – Montabaur – Limbourg-Sud (de) – Wiesbaden – Mayence – Mannheim – Heidelberg – Vaihingen (de) – Stuttgart                                                           | trains individuels  |
| ICE 49               | Gare centrale de Cologne – Siegburg/Bonn – Montabaur – Limbourg-Sud – Gare de l'aéroport de Francfort – Gare centrale de Francfort-sur-le-Main                                                                          | trains individuels  |
| ICE International 79 | Bruxelles Midi – Bruxelles Nord – Liège-Guillemins – Aix-la-Chapelle – Cologne – (Aéroport de Cologne/Bonn – Siegburg/Bonn – Montabaur – Limbourg-Sud) – Aéroport de Francfort - Gare centrale de Francfort-sur-le-Main | une paire de trains |

## AIRail
Depuis le 5 novembre 2007, la gare fait partie du système AIRail (de). Dans la gare, il y a deux machines d'enregistrement Lufthansa dans le centre de voyage où les passagers peuvent s'enregistrer pour les vols Lufthansa. Ceux-ci ont désormais été remplacés par d’autres options d’enregistrement. Les passagers voyagent en ICE jusqu'à la gare de l'aéroport de Francfort-sur-le-Main et y changent d'avion. Le dépôt des bagages a lieu à l'aéroport de Francfort. Dans ce contexte, la gare a reçu le code IATA ZPY.

## Importance pour la région de Bonn
Selon les chiffres de la ville, environ 20 000 passagers utilisent la gare chaque jour (en février 2011).
Dans le cadre de l'exploitation préliminaire de la nouvelle ligne Cologne–Rhin/Main, Siegburg/Bonn estinitialement desservie par un train ICE sur trois à partir du 1er août 2002 ; les deux autres sont passés chacun. Au cours de la première année d’exploitation, un ICE s’arrête environ toutes les deux heures dans chaque direction. Quelques centaines de passagers de l'ICE sont comptés chaque jour
En 2004, le nombre de passagers a augmenté jusqu’à 70 pour cent par an. En 2004, environ 14 000 passagers de l'ICE sont comptés par semaine, et environ 20 000 en 2005. Alors qu'en 2005, on compte un peu moins de 2 500 passagers par jour sur l'ICE, en 2012, on en compte environ 4 000. À la mi-2012, la Deutsche Bahn signale un total d'environ 8 000 passagers ICE montant à bord du train chaque jour, utilisant les trois gares de Siegburg/Bonn, Limbourg-Sud (de) et Montabaur. Selon les données du début 2014, environ 14 000 passagers sont comptabilisés quotidiennement sur les transports locaux et 5 000 sur les transports longue distance.
Au cours de l'année 2010, environ 56 trains ICE s'arrêtent chaque jour ouvrable à Siegburg/Bonn. Au cours de l'année 2007, 61 trains ICE effectuent un arrêt quotidien en semaine, contre 51 en 2005 et 38 en 2003. Le nombre de liaisons directes depuis et vers la gare centrale de Francfort-sur-le-Main est porté à 29. Au cours de l'année 2020, la gare compte 63 arrêts ICE  par jour ouvrable.
Par rapport au nombre d'habitants, Siegburg présente la deuxième plus forte densité de détenteurs de la Bahncard (de) 100 après Montabaur (en janvier 2018).